# やまがた東西南北
『やまがた東西南北』（やまがたとうざいなんぼく）は、1975年11月3日から山形放送テレビ (YBC) で放送されている広報番組である。毎回山形県内各市町村からのお知らせを伝えている。

## 放送時間
いずれも日本標準時。
- 月曜 - 金曜 08:00 - 08:10 （1975年11月3日 - 1979年3月30日）
- 月曜 - 金曜 11:15 - 11:25 （1979年4月2日 - 1980年3月31日）
- 月曜 - 金曜 11:25 - 11:30 （1980年4月1日 - 1993年3月31日） - 第1期[要説明]。
- 月曜 - 木曜 11:20 - 11:25、金曜 10:55 - 11:00 （1993年4月1日 - 1996年3月29日）
- 月曜 - 木曜 11:10 - 11:15、金曜 10:55 - 11:00 （1996年4月1日 - 2000年3月31日）
- 月曜 - 金曜 11:43 - 11:47頃（2000年4月3日 - 2007年9月28日） - 『NNNニュースダッシュ』内で放送[1][2]。
- 月曜 - 金曜 11:41 - 11:43頃（2007年10月1日 - 2008年3月28日）
- 月曜 - 金曜 10:14 - 10:19頃（2008年3月31日 - 2009年3月27日） - 『ぷち★ブレイク』内で放送。
- 月曜 - 金曜 15:57 - 15:59頃（2009年3月30日 - 2014年3月28日） - 『YBC社説放送』内で放送。
- 月曜 - 金曜 11:25 - 11:30 （2014年3月31日 - ） - 第2期[要説明]。